# Kingsman: Секретная служба (саундтрек)
«Kingsman: Секретная служба» — саундтрек к одноимённому фильму, написанный Генри Джекманом и Мэттью Марджесоном. Он был выпущен на CD 13 февраля 2015 года на лейбле La-La Land Records.

## Список композиций
Вся музыка написана Генри Джекманом и Мэттью Марджесоном.
| №                   | Название                                 | Длительность |
| ------------------- | ---------------------------------------- | ------------ |
| 1.                  | «Manners Maketh Man»                     | 1:38         |
| 2.                  | «The Medallion»                          | 2:14         |
| 3.                  | «Valentine»                              | 2:25         |
| 4.                  | «To Become a Kingsman»                   | 4:19         |
| 5.                  | «Pick a Puppy»                           | 2:13         |
| 6.                  | «Drinks with Valentine»                  | 2:40         |
| 7.                  | «Skydiving»                              | 3:37         |
| 8.                  | «Shame We Had to Grow Up»                | 1:56         |
| 9.                  | «Kentucky Christians*»                   | 2:37         |
| 10.                 | «Curious Scars and Implants»             | 3:09         |
| 11.                 | «Toast to a Kingsman»                    | 1:56         |
| 12.                 | «An 1815 Napoleonic Brandy»              | 4:23         |
| 13.                 | «Eat, Drink, and Paaaaarty»              | 1:54         |
| 14.                 | «Calculated Infiltration»                | 7:54         |
| 15.                 | «Out of Options*»                        | 1:48         |
| 16.                 | «Hand on the Machine»                    | 2:22         |
| 17.                 | «Finale»                                 | 3:56         |
| 18.                 | «Original Valentine Ideas (Demo Suite)*» | 6:25         |
| Общая длительность: | Общая длительность:                      | 57:27        |

Песни, не включённые в саундтрек, но включённые в фильм:
- Dire Straits – «Money for Nothing»
- Диззи Раскал – «Bonkers»
- Rudimental (с участием Джона Ньюмена) – «Feel the Love»
- Lynyrd Skynyrd – «Free Bird»
- Эдвард Элгар – «Pomp & Circumstance»
- KC and the Sunshine Band – «Give It Up»
- Брайан Ферри – «Slave to Love»
- Take That – «Get Ready for It»[4]
- Игги Азалия (с участием Элли Голдинг) – «Heavy Crown»